# Basketbalscheidsrechter
Een basketbalscheidsrechter is een persoon die in een basketbalmatch de beide teams controleert op het navolgen van de regels en het overtreden van de regels bestraft. 
Bij basketbal zijn er twee of drie scheidsrechters op het terrein die worden ondersteund door twee, drie of vier (naargelang het niveau van de match) tafelofficials. De vierde man is enkel aanwezig vanaf 2de nationale, hij is de commissaris en ziet toe op de tafelofficials en de scheidsrechters.

## Dood element
Op het terrein is de scheidsrechter een zogeheten dood element. Als de scheidsrechter geraakt wordt door de bal, geldt hetzelfde als wanneer de bal door een toevallige windvlaag van koers verandert: er moet worden doorgespeeld. Als de bal via de scheidsrechter, die zich binnen het speelveld bevindt, over de zijlijn gaat, krijgt de partij die daaraan voorafgaande de bal het laatste speelde, geen balbezit.

## Beginnende scheidsrechters
In België kan men vanaf 14 jaar de cursus scheidsrechter volgen. 
Na het behalen van het examen kan je aan de slag als provinciaal scheidsrechter voor jeugd. Aan de hand van zogeheten 'coachings' (vroegere controles genoemd) kan een scheidsrechter op het eind van het seizoen geëvalueerd worden om te stijgen naar een hogere reeks. Na het eerste jaar arbitreren zal opnieuw een examen afgelegd moeten worden voor de benoeming tot provinciaal scheidsrechter.

### Voorwaarden & inhoud van de cursus
Voorwaarde:
Minimum leeftijd = 14 jaar,
Aangesloten zijn bij de VBL.
Slagen in het examen van de scheidsrechtersopleiding.
Inschrijvingsgeld bedraagt 50€, dit is echter ten laste van de aangesloten club. 
Men ontvangt na het slagen een scheidsrechtershirt van de VBL.
Scheidsrechtersopleiding:
Minstens 1 keer per jaar wordt er in iedere provincie een scheidsrechterscursus georganiseerd.
4 theoretische modules + 2 praktische modules + 1 theoretisch/praktisch examen.
De lestijd van iedere module bedraagt 3u.
Inhoud van de cursus:
Module 1 - Algemene principes betreffende het spel.
Module 2 - Overtredingen.
Module 3 - Fouten.
Module 4 - Administratie.
Module Praktijk:

- Arbitragemechaniek.

- Signalisatie.
Examen

## Opvolging van scheidsrechters
In België krijgen scheidsrechters regelmatig een coaching waarbij ze worden beoordeeld. Aan de hand van die beoordeling kan de scheidsrechter aangeduid worden voor wedstrijden uit hogere categorieën. De nazichten bepalen ook in welke categorie de scheidsrechter terechtkomt. De begeleiding van scheidsrechters is afhankelijk van de categorie van de scheidsrechters.

## Vriendenkringen
In België is er per provincie een vereniging voor scheidsrechters. Deze vriendenkringen houden regelmatig een vergadering waarbij onderrichtingen van de provinciale scheidsrechterscommissie worden meegedeeld. De meeste vriendenkringen organiseren regelmatig activiteiten en quizzen om de spelregels bij scheidsrechters op te frissen.

## Uitrusting van een basketbalscheidsrechter
De scheidsrechter draagt een uitrusting die zwart getint is. 
Er wordt gekozen om steeds zwarte basketbalschoenen te dragen, een zwarte broek (meestal van het merk Spalding), een grijs truitje van de VBL (in Vlaanderen) en de AWBB (Wallonië). Vanaf 1ste nationale zullen er andere truitjes gedragen worden van de Ethias League.
In Europese wedstrijden dragen de scheidsrechters een uitrusting van FIBA.